# Bíblia de Rodes
La Bíblia de Rodes, publicada en llatí com Biblia Sancti Petri Rodensis, bessona de la de Ripoll, és un dels manuscrits més importants realitzats a l'Europa medieval. Sorgida de l'scriptorium del monestir de Ripoll, l'"editorial" més notòria dels comtats catalans, la Bíblia va viure tot un periple que la va portar des de Ripoll fins a París, passant per Sant Pere de Rodes. Avui és custodiada a la Biblioteca Nacional de França. Existeix una edició en facsímil del manuscrit editada l'any 2007 i que es pot consultar a diverses biblioteques públiques de Catalunya.

## Història
Abans de l'arribada d'Oliba a la direcció del monestir de Ripoll, el seu escriptori ja reunia més d'un centenar de còdex de diverses procedències (visigots, septimanis, mossàrabs, etc.) i temàtiques. Una xifra important, que sota el mandat del cèlebre abat es va arribar a triplicar. A més de les tres Bíblies (la de “Ripoll”, la de “Rodes” i una tercera que no s'ha conservat), els escrivans, il·luminadors i miniaturistes del monestir també són els responsables les diverses redaccions dels Gesta comitum Barcinonensium, obra de referència on s'explica la vida i les gestes dels comtes de Barcelona.

## Descripció
La Bíblia de Rodes, igual que les seves “germanes”, són volums de gran format que, a més de les Sagrades Escriptures, contenen pròlegs, sumaris i altres textos introductoris, que la converteixen en una mena de “gran enciclopèdia il·lustrada medieval”. Fetes al primer quart del segle xi, les de Ripoll i Rodes són les Bíblies més il·lustrades que ens han arribat del període romànic. La Bíblia de Rodes està escrita sobre vitel·la amb el que es coneix com a escriptura carolíngia pura. Originalment tenia un total de 566 folis que, ja al segle xviii i en mans dels francesos, es van dividir en quatre volums.
La riquesa artística de les seves miniatures és important per si mateixa però, sobretot, per la gran influència que van tenir a l'hora d'inspirar la pintura i l'escultura romàniques. Els historiadors de l'art donen per fet que les il·lustracions de la Bíblia van inspirar un fresc de la Crucifixió de Crist recuperat al claustre de Sant Pere de Rodes, alguns dels seus capitells historiats (avui, al Museu Nacional de l'Edat Mitjana de París) i escenes de la magnífica portalada de Ripoll.

## Autors
Els estudiosos han pogut identificar almenys tres monjos que van treballar en aquests importants manuscrits. El monjo Guifré va ser l'únic copista de les Bíblies; el principal il·lustrador era, tal com l'han definit els historiadors, “un dibuixant d'estil impressionista”. El seu traç era “original, decidit i enèrgic” i és el responsable de la gran majoria d'il·lustracions del còdex. Amb un estil ben diferent i menys reeixit, trobem el tercer monjo que participa en la Bíblia. S'identifica clarament gràcies a una característica peculiar: tenia per costum fer les cares rodones, una mica plenes i feia servir eines com el compàs i el tiralínies per traçar rodones i ratlles rectes.
Però qui van ser els “autors” de la Bíblia de Rodes? Però hi ha historiadors que defensen que les Bíblies podrien procedir d'algun escriptori catedralici, com el de Girona, que devia ser tan important com el de Ripoll. Una hipòtesi però, que no té tanta força com la que defensa l'autoria “ripollesa” d'aquests manuscrits.
Sigui com sigui, les dues Bíblies supervivents -una d'elles va desaparèixer a l'incendi de Ripoll de l'any 1835- es troben actualment lluny de Catalunya: la de Rodes es troba actualment a la Biblioteca Nacional de França, mentre que la de Ripoll va anar a parar al Vaticà, concretament a la Biblioteca Apostòlica Vaticana.